# Zanmu
Zanmu (残夢, auf Deutsch etwa unerfüllte Träume) ist der Titel des zweiten Studioalbums der japanischen Popsängerin und Vocaloid-Musikerin Ado, welches am 10. Juli 2024 über Universal Music Japan und Virgin Music erscheint.
Die Veröffentlichung des Albums wurde im April des Jahres 2024 bekanntgegeben. Das Album enthält insgesamt 16 Titel. Die limitierte Version des Albums, der eine DVD oder eine Blu-ray Disc beiliegt, enthält zudem ein Konzertmitschnitts ihres Auftrittes in Los Angeles, Kalifornien, welches im Rahmen ihrer ersten Welttournee gespielt wurde.

## Hintergrund und Veröffentlichung
Ado veröffentlichte ihr Debütalbum  Kyōgen im Jahr 2022, welches auf Anhieb Platz eins der einheimischen Oricon-Musikcharts und dabei innerhalb der ersten Woche mehr als 140.000 Tonträger innerhalb der ersten Verkaufswoche absetzen konnte. Im gleichen Jahr erschien das Soundtrack-Album Uta no Uta: One Piece Film Red zum gleichnamigen Anime-Kinofilm, in der Ado dem Charakter Uta ihre Gesangsstimme lieh. Mit diesem Album gelang der Sängerin ihre ersten internationalen Charterfolge, nachdem es in den belgischen, französischen und den spanischen Albumcharts einsteigen konnte. Im Jahr 2023 erschien mit Ado no Utattemita ihr erstes Coveralbum mit Neuinterpretationen bekannter japanischsprachiger Musikstücke.
Zwischen Februar 2022 und Februar 2024 veröffentlichte Ado insgesamt zwölf digitale Singles, die teilweise für verschiedene Werbemaßnahmen und Fernsehproduktionen genutzt wurden. So diente das Lied Missing, welches im japanischen Original Yukue Shirezu (行方知れず) heißt, als Titellied der Realfilmumsetzung zum Horror-/Thriller-Manga Karada Sagashi, während das Lied Dignity als musikalischer Vorspann zur Fernsehserie The Silent Service dient. Das Stück Chocolat Cadabra entstand im Rahmen einer Werbepartnerschaft mit dem südkoreanischen Süßwarenhersteller Lotte Wellfood. Das Lied Kura Kura wurde in Vorspannsequenz zur zweiten Staffel der Anime-Fernsehserie Spy × Family genutzt. Show, welches am 6. September 2023 auf digitaler Ebene veröffentlicht wurde, wurde im Rahmen einer Kooperation mit den Universal Studios Japan als Titellied für die Halloween-Tanzshow Zombie de Dance genutzt und wurde im Oktober auch bei diversen Attraktionen gespielt.
Am 20. April 2024 wurde die Herausgabe des zweiten Studioalbums, welche alle seit Februar 2022 veröffentlichten Lieder enthält, für den 10. Juli gleichen Jahres angekündigt. Das Album erscheint in einer Standardversion auf CD. Zwei limitierte Versionen enthalten entweder eine zusätzliche DVD oder eine Blu-ray-Disc, welche einen Mitschittes ihres Konzertes in Los Angeles, Kalifornien enthält. Insgesamt umfasst das Album 16 Stücke. Zum Zeitpunkt der Albumankündigung waren zwölf der 16 auf dem Werk enthaltenen Lieder bekanntgegeben worden. Das Albumcover wurde vom Illustrator Orihara entworfen.

## Bewerbung
Neben den bis zum Zeitpunkt der Albumankündigung digital veröffentlichten Liedern, kündigte Ado an ihrem 21. Geburtstag im Oktober 2023 eine Welttournee an, die zwischen Februar und April 2024 gespielt wurde und durch vierzehn Städte auf drei Kontinente führte. Die komplette Tour war ausverkauft und wurde von 70.000 Menschen, verteilt auf alle Konzerte der Konzertreise, besucht.
Das Album, welches im April 2024 angekündigt wurde, ist als eine Standversion und mehrere limitierte Versionen erhältlich, denen entweder eine zusätzliche DVD oder eine Blu-ray-Disc beilegen. Weitere Goodies, die dem Album beiliegen sind unter anderem ein Rubber Coaster oder eine Acrylfigur. Um das Album zu bewerben, wurde eine Arenatournee durch Japan angekündigt, die am 14. Juli in Osaka startet und mit zwei Konzerten in Yokohama im Oktober endet.

## Titelliste
Die Titel, Produzenten, Komponisten und Liedtexter von 12 Liedern des Albums wurden einem Artikel des japanischen Medienunternehmens Oricon entnommen.
| Nr. | Titel (Japanisch)    | Titel (Romanisiert/Englisch)         | Produzent/en      | Länge |
| --- | -------------------- | ------------------------------------ | ----------------- | ----- |
| 01  | 抜け空               | Nukegara                             | Yunosuke          |       |
| 02  | 行方知れず           | transkr. Yukue Shirezu engl. Missing | Sheena Ringo      |       |
| 03  | –                    | Dignity                              | Tak Matsumoto     |       |
| 04  | ショコラカタブラ     | Chocolat Cadabra                     | Taku Inoue        |       |
| 05  | クラクラ             | Kura Kura                            | Meiyo, Yoko Kanno |       |
| 06  | アタシは問題作       | I’m a Controversy                    | PinocchioP        |       |
| 07  | リベリオン           | Rebellion                            | Chinozo           |       |
| 08  | オールナイトレディオ | All Night Radio                      | Mitchie M         |       |
| 09  | 向日葵               | Himawari                             | 40mp, Mewhan      |       |
| 10  | 永遠のあくる日       | Eien no Akuruhi                      | Teniwoha          |       |
| 11  | –                    | Mirror                               | Natori            |       |
| 12  | ルル                 | Rule                                 | Materu            |       |
| 13  | 唱                   | Show                                 | Giga, TeddyLoid   |       |
| 14  | いばら               | Ibara                                | Vaundy            |       |
| 15  | –                    | Value                                | Police Piccadilly |       |
| 16  | –                    | 0                                    | Sheeno Mirin      |       |

## Erfolg
Innerhalb der ersten Verkaufswoche konnten knapp mehr als 100.000 Tonträger verkauft werden, wodurch das Album Platz eins der heimischen Albumcharts erreichen konnte. Zudem wurde das Album in den ersten sieben Tage knapp 7.500 mal heruntergeladen, was Platz eins der japanischen Downloadcharts von Oricon nach sich zog. Im Juli 2024 bekam das Album für 100.000 Verkäufe eine Goldene Schallplatte von der Recording Industry Association of Japan verliehen.
Auszeichnungen für Musikverkäufe

| Land/Region  | Auszeichnungen für Musikverkäufe (Land/Region, Auszeichnung, Verkäufe) | Verkäufe |
| ------------ | ---------------------------------------------------------------------- | -------- |
| Japan (RIAJ) | Gold                                                                   | 100.000  |
| Insgesamt    | 1× Gold ·                                                              | 100.000  |